# Pierszamajski (obwód grodzieński)
Pierszamajski (biał. Першамайскі; ros. Першемайский, Pierszemajskij) – osiedle na Białorusi, w obwodzie grodzieńskim, w rejonie lidzkim, w sielsowiecie Dubrowna, nad Niecieczą.
Znajduje się tu zakład przetwórstwa torfu, a w pobliżu jego kopalnie. Zakład wytwarza głównie brykiety opałowe. Od 2001 Pierszamajski jest siedzibą rzymskokatolickiej parafii św. Kazimierza.

## Historia
Dawniej część Niecieczy. W XIX i w początkach XX w. tereny dzisiejszego osiedla położone były w Rosji, w guberni wileńskiej, w powiecie lidzkim, w gminie Lida. W dwudziestoleciu międzywojennym leżały w Polsce, w województwie nowogródzkim, w powiecie lidzkim, w gminie Lida.
Po II wojnie światowej w granicach Związku Sowieckiego. 12 stycznia 1957 oddano tu do użytku zakład przetwórstwa torfu Dokudowskoje (od 1959 pod nazwą 40 lat BSRR, obecnie Lidski). W 1959 w części wsi Nieciecz wybudowano osiedle robotnicze dla pracowników zakładu, któremu nadano nazwę Pierszamajski.
Od 1991 w niepodległej Białorusi. W 2002 zmieniono status miejscowości z osiedla robotniczego na osiedle wiejskie i włączono jej w skład sielsowietu Dubrowna.